# Picramnia macrocarpa
Picramnia macrocarpa är en tvåhjärtbladig växtart som beskrevs av Ignatz Urban och Ekman. Picramnia macrocarpa ingår i släktet Picramnia och familjen Picramniaceae. Inga underarter finns listade.